# Prazykwantel
Prazykwantel – wielofunkcyjny organiczny związek chemiczny, lek przeciwpasożytniczy stosowany w leczeniu infestacji większością przywr i tasiemców.

## Mechanizm działania
Wskutek wywoływania stałej depolaryzacji płytki ruchowej prazykwantel powoduje u pasożytów spastyczne porażenie mięśniówki, dzięki czemu robaki są wydalane z kałem. Działanie na przywry z rodzaju Schistosoma polega prawdopodobnie na zniszczeniu powierzchni pasożyta. Związane z tym uwalnianie struktur antygenowych ułatwia eliminację pasożytów przez układ odpornościowy organizmu.

## Farmakokinetyka
Lek dobrze wchłania się z przewodu pokarmowego, łatwo metabolizowany w wątrobie (ulega efektowi pierwszego przejścia).

## Wskazania
Infestacja przywrami i tasiemcami. Prazykwantel jest lekiem z wyboru w leczeniu:
- schistosomatozy
- difylobotriozy
- tasiemczycy spowodowanej przez Taenia solium i Taenia saginata
- paragonimozy
- hymenolepiozy
- klonorchozy
- opistorchozy[3].

## Przeciwwskazania
Ciąża jest przeciwwskazaniem względnym.

## Działania niepożądane
Prazykwantel wykazuje niewielką toksyczność. Możliwe objawy niepożądane stosowania leku to:
- podrażnienie przewodu pokarmowego, objawy dyspeptyczne, biegunki
- zawroty i bóle głowy
- skórne odczyny alergiczne.

## Dawkowanie
Preparat leku podawany jest doustnie w dawce jednorazowej 5–25 mg na kg masy ciała (w zależności od pasożyta).

## Dostępność
W Polsce lek nie jest dostępny w aptekach.